# Bulbaeolidia
Genre
Bulbaeolidia est un genre de nudibranches de la famille des Aeolidiidae. 

## Systématique
Le genre Bulbaeolidia a été décrit en 2013 par Leila Carmona (d), Marta Pola (d), Terrence M. Gosliner (d) et Juan Lucas Cervera (d).

## Liste d'espèces
Selon World Register of Marine Species (31 janvier 2021) :
- Bulbaeolidia alba (Risbec, 1928)
- Bulbaeolidia japonica (Eliot, 1913)
- Bulbaeolidia oasis Caballer & Ortea, 2015
- Bulbaeolidia paulae Carmona, Paula, Gosliner & Cervera, 2017
- Bulbaeolidia sulphurea Caballer & Ortea, 2015

## Publication originale
- (en) Leila Carmona, Marta Pola, Terrence M Gosliner et Juan Lucas Cervera, « A tale that morphology fails to tell: a molecular phylogeny of Aeolidiidae (Aeolidida, Nudibranchia, Gastropoda) », PLOS One, PLoS, vol. 8, no 5,‎ 2013, e63000 (ISSN 1932-6203, OCLC 228234657, PMID 23658794, PMCID 3642091, DOI 10.1371/JOURNAL.PONE.0063000, lire en ligne).